# Université des sciences appliquées de Furtwangen
L'université des sciences appliquées de Furtwangen (Hochschule Furtwangen University en allemand), formellement le Fachhochschule Furtwangen, est une université allemande basée à Furtwangen im Schwarzwald, en Bade-Wurtemberg. En 2005, elle comptait 3 556 étudiants.
Son programme d'administration des affaires internationales est particulièrement reconnu.

## Histoire
L'université a débuté en 1850 sous la forme d'une école de fabrication d'horloges fondée par Robert Gerwig. Après la Seconde Guerre mondiale, l'école fut divisée en deux : une partie pour l'ingénierie et l'autre pour l'entraînement au travail. La première partie est devenue une Fachhochschule quand ce type d'université fut créé au début des années 1970.